# 홍성유
홍성유(洪性裕, 1928년 10월 4일 ~ 2002년 11월 24일)는 대한민국의 소설가이다. 본관은 남양(南陽)이며, 호(號)는 백파(伯坡)이다. 소설 문학과 미식가 분야 평론에 모두 정통하여 "한국의 어니스트 헤밍웨이"라 불리기도 하였다.

## 학력
- 1947년 경성 경동고등보통학교 졸업
- 1951년 서울대 행정학과 학사
- 1952년 육군보병학교 졸업

## 생애
1928년 10월 4일 경성부에서 태어나 경동고등학교를 거쳐 1951년 서울대학교 행정학과를 학사 학위하였다. 이어 같은 해 1951년 9월 육군 갑종사관 제10기로 육군 소위 임관하여 1951년 육군본부 헌병사령부 기관지 《사정보》(司正報) 기자·편집장을 지낸 이후, 1952년 육군보병학교를 졸업한 이듬해 1953년 국방부 군사잡지 《명랑》(明朗) 편집장을 거쳐 1955년 2월에 대한민국 육군 중위 예편하였으며 1957년 《한국일보》에 장편소설 《비극은 없다》가 당선되어 등단하였다.
이후 《신사조》 주간, 《신사조》 집필위원 겸 편찬위원, 한국문인협회 이사, 국제펜클럽 한국본부 이사, 한국예술문화단체총연합회 이사, 한국저작권협회 부회장, 대한민국예술원 회원, 한국소설가협회 회장, 문화예술진흥위원회 위원, 대한민국예술원 문학분과 회장, 한국가톨릭문인회 회장, 한국공연예술진흥협의회 위원 등을 지냈다.
호방하면서도 활달한 남성적 문체와 시대 의식이 짙게 묻어나는 역사소설을 많이 쓴 작가로, 도박을 좋아한 그는 고스톱의 복잡미묘한 규칙을 처음 도입한 인물이라고 김종철 시인은 회고하기도 했다. 학창시절 일본 학생들을 두드려 패어 감옥에 들어간 그는 감옥에서 배운 기술로 인하여 그는 도박의 달인으로 통하기도 하였다. 하지만 그의 딸의 순한 눈빛 때문에 도박판에서 손을 씻었다고 한다. 또한, 야구를 좋아해 한때 서울 잠실구장에는 그의 지정석까지 마련돼 있었다고 한다.
대표작으로는 김두한(金斗漢)을 중심으로 한국 현대사의 이면을 그린《인생극장》이 일간지에 연재됐다가, 뒤에《장군의 아들》(전8권)로 제목이 바뀌어 발간되었다.
또한, 식도락가로도 유명해 1987년 전국 각지의 맛있는 음식점을 소개한 《한국 맛있는 집 666점》에 이어 1999년 《한국 맛있는 집 1234점》을 발간하였다. 그 밖의 저서로는 《수평선에 별 지다》《비극은 없다》《정복자》《홍건적》 등이 있다.
2002년 11월 24일 0시 11분, 뇌출혈 후유증으로 사망했다.

## 상훈
- 1980년 대한민국예술상
- 1984년 한국문학평론가협회상
- 1990년 예술문화대상
- 1996년 보관문화훈장
- 2001년 대한민국 예술원상